# 直指心体要節
白雲和尚抄録仏祖直指心体要節（はくうんわしょうしょうろくぶっそちょくししんたいようせつ、백운화상초록불조직지심체요절、ペグンファサンチョロクプルチョチクチシムチェヨジョル）、通称直指心体要節、あるいは直指とは14世紀の高麗の禅僧・白雲和尚景閑が禅の要諦を悟るに必要な内容を選んで1372年に著した仏教の書籍で、上・下巻で構成されている。これは元朝から取り入れた『仏祖直指心体要節』の内容を大幅に加筆し上・下巻の2巻に編集したものである。中心の主題である「直指心体」とは、「人が心を正しく持ったとき、その心性が即ち仏の心である」ということを悟るようになることである。

## 金属活字本

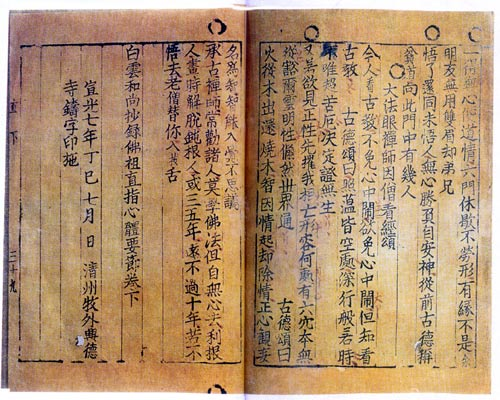
金属活字本。現在はフランスにある

禑王3年（1377年）に清州の興徳寺（清州市興徳区）で刊行された金属活字本は、本の最後に“在淸州興德寺用金屬活字印製而成”と書かれていて全世界に残っている金属活字で印刷された本の中で最古のものといわれている。2001年9月4日に『承政院日記』と共に世界の記憶に登録された。金属活字本と呼ばれているもののうち現存しているのは下巻だけで、19世紀末から20世紀初頭にかけて駐韓フランス公使コラン・ド・プランシ（Victor Emile Marie Joseph Collin de Plancy）が韓国で蒐集した古書の中に含まれていた。
古書のコレクションは死後にフランス国立図書館に寄付されたが、直指は長らく蔵書の中に埋もれた状態だった。直指は1970年代になり再発見され、1972年のフランス国立図書館主催の国際書籍年関連のイベントで展示され、世界最古の金属活字本として注目を浴びるようになった。
現在もフランス国立図書館に所蔵されているが、韓国側とフランス側では直指の帰属をめぐる論争がある。図書館側は、直指は人類共通の遺産でありどの国に所属するものでもないのでフランスが手放す必要はないこと、設備の整ったこの図書館でこれからも保管・展示されるのが望ましいことを主張している。一方、韓国では、こうした遺産は作られた国に返すべきであること、直指は世界のどこよりも韓国にとって高い文化的歴史的価値を持つことなどを主張しており、フランス国立図書館に対して返還を求める団体もいくつかある。

## 木版本
金属活字本のほか、直指の木版本も現存している。刊記によると木版本は、高麗禑王4年（1378年）の6月に、驪州の鷲岩寺で白雲和尚の弟子の法隣により刊行された。この木版本は、禑王3年（1377年）に清州の興徳寺で刊行された金属活字本を底本としている。序文は1377年に成士達が書いたものをそのまま使用し、前部に1378年に李穡が書いた序文を加えて刊行した。
興徳寺で刷り出した金属活字本とは違い、鷲岩寺の本はコウゾで作った紙に刷った木版本で、金属活字本では地方の寺の印刷術が未熟で印出の部数に制限があり、多く刷ることができなかったかららしい。大きさは横15.8cm、縦21.4cmである。韓国の国立中央図書館にも同様な版本があるが、韓国学中央研究院（旧・韓国精神文化研究院）が所蔵しているものが印刷状態が良く2個の序文があり、より完全な形態である。

## 白雲和尚
白雲和尚（法号を景閑という）は1298年（高麗忠烈王16年）に生まれ、中国に渡って仏教を学び、海州の安国寺と神光寺の主持を歴任した後、1374年（高麗恭愍王23年）に驪州の鷲岩寺（鷲嚴寺）で没した。1372年に成佛山において『直指心体要節』の上下巻を完成させている。

## 直指以前の金属活字
直指よりも古い金属活字があったという説もあるが、結論は出ていない。李奎報の詩作集『東国李相国集』には、高宗21年（1234年）、崔允儀の集成した『詳定古今禮文』が活字で出版されたという記録がある。これが朝鮮最古の金属活字本ではないかと推定されているが、『詳定古今禮文』は現存しない。
2010年、高麗時代の仏教書籍『南明泉和尚頌証道歌』の印刷に使われたとみられる金属活字12個が発見されたという主張がなされた。この活字は発見者により「証道歌字」と命名されている。『南明泉和尚頌証道歌』は現在、木版による覆刻本（1239年印刷）だけが残っており、もし「証道歌字」が木版本の元となった金属活字本の印刷に使われた実物であったとすれば、これは高麗の金属活字術の遺物としては直指心体要節より少なくとも138年は古いものになる。しかし、出土地や伝来経緯が伝わらないまま古美術商やコレクターの間を流通してきたものであるため、年代や真偽を巡って議論が続いていた。
2015年に「証道歌字」をコンピュータ断層撮影した結果、内部と外部で密度や成分の違いが確認されたため、現代になって作成された偽造活字とされた。
また、同年11月に行われた韓国書誌学会の秋季共同学術大会において、国立文化財研究所が2014年に刊行した活字調査の報告書である『證道歌字基礎学術調査研究』において、活字の一つの成分分析をした結果にテクネチウムが含まれていたほか、本来ならば検出されるべき鉛がなかったことが指摘され、活字の作成年代の真偽や報告書の正確性に疑念が呈されている。
2017年に韓国文化財庁が、書体比較や鋳造・組版を検証した結果、「証道歌」の印刷に使われた金属活字であると見るのは難しいとし、指定文化財にする価値を持たないとの結論を発表した。